# Lauren Ambrose
Lauren Ambrose (* 20. února 1978), rozená Laura Anne D'Ambruoso, přechýleně Ambroseová, je americká filmová a televizní herečka, nejznámější v roli Claire Fisherové v televizním seriálovém dramatu Odpočívej v pokoji.

## Dílo

### Filmografie
- Svatba naruby (1997)
- Poslední mejdan (1998)
- Summertime's Calling Me (1998)
- Saving Graces (1999) – TV seriál
- Swimming (2000)
- Psycho Beach Party (2000)
- Odpočívej v pokoji (2001) – TV seriál
- Přijetí (2004)
- Diggers (2006)
- Starting Out in the Evening (2007)
- Tonight at Noon (2007)
- A Dog Year (2008)
- Where the Wild Things Are (2008)
- The Return of Jezebel James (2008) – TV seriál

### Další práce
- The Darkness (2007) – video hra